# MotoGP Áo
Chặng đua MotoGP Áo (tên chính thức: Grand Prix von Österreich) là một chặng đua thuộc giải đua xe MotoGP được tổ chức hàng năm (tính đến năm 2021) ở trường đua Red Bull Ring, Áo. Chặng đua này bao gồm bốn thể thức là MotoGP, Moto2, Moto3 và MotoE.

## Lịch sử
Năm 1971-1994: Chặng đua được tổ chức lần đầu vào năm 1971 ở trường đua Salzburgring và duy trì đến năm 1994. 
Năm 1996-1997: Sau khi gián đoạn 1 năm (1995), chặng đua được phép tổ chức trở lại ở trường đua A1 Ring trong hai năm. 
Từ năm 2016-nay, với sự tài trợ của tập đoàn Red Bull, trường đua A1 Ring đổi tên thành Red Bull Ring và liên tục đăng cai MotoGP cho đến thời điểm này (2021).  
Năm 2020: Người chiến thắng thể thức MotoGP là Andrea Dovizioso của đội đua Ducati.  Chặng đua này xảy ra tai nạn nghiêm trọng giữa Franco Morbidelli và Johann Zarco, cả hai đều bị ngã và hai chiếc xe văng rất mạnh về phía trước, suýt va trúng Maverick Vinales và Valentino Rossi. 
Năm 2021: Người chiến thắng thể thức MotoGP là Brad Binder của đội đua Red Bull KTM. 

## Các trường đua từng đăng cai

Trường đua Salzburgring từng đăng cai chặng đua từ năm 1971 đến 1994.

Trường đua Red Bull Ring từng đăng cai chặng đua từ năm 1996-1997 và từ 2016 đến nay.

## Kết quả theo năm
| Năm  | Trường đua    | MotoE        | MotoE    | MotoE        | MotoE    | Moto3        | Moto3     | Moto2    | Moto2 | MotoGP            | MotoGP | Chi tiết |
| Năm  | Trường đua    | Race 1       | Race 1   | Race 2       | Race 2   | Moto3        | Moto3     | Moto2    | Moto2 | MotoGP            | MotoGP | Chi tiết |
| Năm  | Trường đua    | Tay đua      | Xe       | Tay đua      | Xe       | Tay đua      | Xe        | Tay đua  | Xe    | Tay đua           | Xe     | Chi tiết |
| ---- | ------------- | ------------ | -------- | ------------ | -------- | ------------ | --------- | -------- | ----- | ----------------- | ------ | -------- |
| 2022 | Red Bull Ring | Eric Granado | Energica | Eric Granado | Energica | Ayumu Sasaki | Husqvarna | Ai Ogura | Kalex | Francesco Bagnaia | Ducati | Chi tiết |

| Năm  | Trường đua    | MotoE                              | MotoE                              | Moto3         | Moto3   | Moto2          | Moto2 | MotoGP           | MotoGP | Chi tiết |
| Năm  | Trường đua    | Tay đua                            | Xe                                 | Tay đua       | Xe      | Tay đua        | Xe    | Tay đua          | Xe     | Chi tiết |
| ---- | ------------- | ---------------------------------- | ---------------------------------- | ------------- | ------- | -------------- | ----- | ---------------- | ------ | -------- |
| 2021 | Red Bull Ring | Lukas Tulovic                      | Energica                           | Sergio García | Gas Gas | Raúl Fernández | Kalex | Brad Binder      | KTM    | Chi tiết |
| 2020 | Red Bull Ring | Cancelled due to COVID-19 concerns | Cancelled due to COVID-19 concerns | Albert Arenas | KTM     | Jorge Martín   | Kalex | Andrea Dovizioso | Ducati | Chi tiết |
| 2019 | Red Bull Ring | Mike Di Meglio                     | Energica                           | Romano Fenati | Honda   | Brad Binder    | KTM   | Andrea Dovizioso | Ducati | Report   |

| Năm  | Trường đua    | Moto3             | Moto3 | Moto2             | Moto2  | MotoGP           | MotoGP | Chi tiết |
| Năm  | Trường đua    | Tay đua           | Xe    | Tay đua           | Xe     | Tay đua          | Xe     | Chi tiết |
| ---- | ------------- | ----------------- | ----- | ----------------- | ------ | ---------------- | ------ | -------- |
| 2018 | Red Bull Ring | Marco Bezzecchi   | KTM   | Francesco Bagnaia | Kalex  | Jorge Lorenzo    | Ducati | Report   |
| 2017 | Red Bull Ring | Joan Mir          | Honda | Franco Morbidelli | Kalex  | Andrea Dovizioso | Ducati | Report   |
| 2016 | Red Bull Ring | Joan Mir          | KTM   | Johann Zarco      | Kalex  | Andrea Iannone   | Ducati | Report   |
| Năm  | Trường đua    | 125cc             | 125cc | 250cc             | 250cc  | 500cc            | 500cc  | Chi tiết |
| Năm  | Trường đua    | Tay đua           | Xe    | Tay đua           | Xe     | Tay đua          | Xe     | Chi tiết |
| 1997 | A1-Ring       | Noboru Ueda       | Honda | Olivier Jacque    | Honda  | Mick Doohan      | Honda  | Report   |
| 1996 | A1-Ring       | Ivan Goi          | Honda | Ralf Waldmann     | Honda  | Àlex Crivillé    | Honda  | Report   |
| 1994 | Salzburgring  | Dirk Raudies      | Honda | Loris Capirossi   | Honda  | Mick Doohan      | Honda  | Report   |
| 1993 | Salzburgring  | Takeshi Tsujimura | Honda | Doriano Romboni   | Honda  | Kevin Schwantz   | Suzuki | Report   |
| 1991 | Salzburgring  | Fausto Gresini    | Honda | Helmut Bradl      | Honda  | Mick Doohan      | Honda  | Report   |
| 1990 | Salzburgring  | Jorge Martinez    | Derbi | Luca Cadalora     | Yamaha | Kevin Schwantz   | Suzuki | Report   |

| Năm  | Trường đua   | 80cc              | 80cc    | 125cc          | 125cc   | 250cc            | 250cc      | 500cc           | 500cc  | Chi tiết |
| Năm  | Trường đua   | Tay đua           | Xe      | Tay đua        | Xe      | Tay đua          | Xe         | Tay đua         | Xe     | Chi tiết |
| ---- | ------------ | ----------------- | ------- | -------------- | ------- | ---------------- | ---------- | --------------- | ------ | -------- |
| 1989 | Salzburgring |                   |         | Hans Spaan     | Honda   | Sito Pons        | Honda      | Kevin Schwantz  | Suzuki | Report   |
| 1988 | Salzburgring |                   |         | Jorge Martínez | Derbi   | Jacques Cornu    | Honda      | Eddie Lawson    | Yamaha | Report   |
| 1987 | Salzburgring | Jorge Martínez    | Derbi   | Fausto Gresini | Garelli | Anton Mang       | Honda      | Wayne Gardner   | Honda  | Report   |
| 1986 | Salzburgring | Jorge Martínez    | Derbi   | Luca Cadalora  | Garelli | Carlos Lavado    | Yamaha     | Eddie Lawson    | Honda  | Report   |
| 1985 | Salzburgring |                   |         | Fausto Gresini | Garelli | Freddie Spencer  | Honda      | Freddie Spencer | Honda  | Report   |
| 1984 | Salzburgring | Stefan Dörflinger | Zündapp |                |         | Christian Sarron | Yamaha     | Eddie Lawson    | Yamaha | Report   |
| Năm  | Trường đua   | 50cc              | 50cc    | 125cc          | 125cc   | 250cc            | 250cc      | 500cc           | 500cc  | Chi tiết |
| Năm  | Trường đua   | Tay đua           | Xe      | Tay đua        | Xe      | Tay đua          | Xe         | Tay đua         | Xe     | Chi tiết |
| 1983 | Salzburgring |                   |         | Ángel Nieto    | Garelli | Manfred Herweh   | Real-Rotax | Kenny Roberts   | Yamaha | Report   |

| Năm  | Trường đua   | 50cc         | 50cc     | 125cc              | 125cc      | 250cc            | 250cc  | 350cc             | 350cc             | 500cc            | 500cc     | Chi tiết |
| Năm  | Trường đua   | Tay đua      | Xe       | Tay đua            | Xe         | Tay đua          | Xe     | Tay đua           | Xe                | Tay đua          | Xe        | Chi tiết |
| ---- | ------------ | ------------ | -------- | ------------------ | ---------- | ---------------- | ------ | ----------------- | ----------------- | ---------------- | --------- | -------- |
| 1982 | Salzburgring |              |          | Ángel Nieto        | Garelli    |                  |        | Éric Saul         | Chevallier-Yamaha | Franco Uncini    | Suzuki    | Report   |
| 1981 | Salzburgring |              |          | Ángel Nieto        | Minarelli  |                  |        | Patrick Fernandez | Yamaha            | Randy Mamola     | Suzuki    | Report   |
| 1979 | Salzburgring |              |          | Ángel Nieto        | Minarelli  |                  |        | Kork Ballington   | Kawasaki          | Kenny Roberts    | Yamaha    | Report   |
| 1978 | Salzburgring |              |          | Eugenio Lazzarini  | Morbidelli |                  |        | Kork Ballington   | Kawasaki          | Kenny Roberts    | Yamaha    | Report   |
| 1977 | Salzburgring |              |          | Eugenio Lazzarini  | Morbidelli |                  |        | Bị hủy            | Bị hủy            | Jack Findlay     | Suzuki    | Report   |
| 1976 | Salzburgring |              |          | Pier Paolo Bianchi | Morbidelli |                  |        | Johnny Cecotto    | Yamaha            | Barry Sheene     | Suzuki    | Report   |
| 1975 | Salzburgring |              |          | Paolo Pileri       | Morbidelli |                  |        | Hideo Kanaya      | Yamaha            | Hideo Kanaya     | Yamaha    | Report   |
| 1974 | Salzburgring |              |          | Kent Andersson     | Yamaha     |                  |        | Giacomo Agostini  | Yamaha            | Giacomo Agostini | Yamaha    | Report   |
| 1973 | Salzburgring |              |          | Kent Andersson     | Yamaha     | Jarno Saarinen   | Yamaha | János Drapál      | Yamaha            | Jarno Saarinen   | Yamaha    | Report   |
| 1972 | Salzburgring |              |          | Ángel Nieto        | Derbi      | Börje Jansson    | Derbi  | Giacomo Agostini  | MV Agusta         | Giacomo Agostini | MV Agusta | Report   |
| 1971 | Salzburgring | Jan de Vries | Kreidler | Ángel Nieto        | Derbi      | Silvio Grassetti | MZ     | Giacomo Agostini  | MV Agusta         | Giacomo Agostini | MV Agusta | Report   |